# 400 meter häck för damer i friidrott vid olympiska sommarspelen 2016
Damernas 400 meter häcklöpning vid olympiska sommarspelen 2016, i Rio de Janeiro i Brasilien avgjordes den 15-18 augusti på Estádio Olímpico João Havelange.

## Medaljörer
| Spel           | Guld                 | Silver                | Brons              |
| 400 meter häck | Dalilah Muhammad USA | Sara Petersen Danmark | Ashley Spencer USA |

## Resultat

### Heat

#### Heat 1
| Placering | Bana | Idrottare             | Nationalitet | Tid   | Noteringar |
| --------- | ---- | --------------------- | ------------ | ----- | ---------- |
| 1         | 7    | Ristananna Tracey     | Jamaica      | 54,88 | Q          |
| 2         | 4    | Zuzana Hejnová        | Tjeckien     | 55,54 | Q          |
| 3         | 1    | Ayomide Folorunso     | Italien      | 55,78 | Q          |
| 4         | 6    | Stina Troest          | Danmark      | 56,06 | q          |
| 5         | 2    | Sydney McLaughlin     | USA          | 56,32 | q          |
| 6         | 3    | Petra Fontanive       | Schweiz      | 56,80 |            |
| 7         | 8    | Zurian Hechavarría    | Kuba         | 57,28 |            |
| 8         | 5    | Maureen Jelagat Maiyo | Kenya        | 57,97 |            |

#### Heat 2
| Placering | Bana | Idrottare            | Nationalitet        | Tid     | Noteringar |
| --------- | ---- | -------------------- | ------------------- | ------- | ---------- |
| 1         | 7    | Joanna Linkiewicz    | Polen               | 56,07   | Q          |
| 2         | 3    | Janieve Russel       | Jamaica             | 56,13   | Q          |
| 3         | 6    | Grace Claxton        | Puerto Rico         | 56,40   | Q          |
| 4         | 8    | Tia-Adana Belle      | Barbados            | 56,68   |            |
| 5         | 2    | Sparkle McKnight     | Trinidad och Tobago | 56,80   |            |
| 6         | 4    | Jackie Baumann       | Tyskland            | 59,04   |            |
| 7         | 5    | Drita Islami         | Makedonien          | 1:01,18 |            |
| 8         | 1    | Chanice Chase-Taylor | Kanada              | 1:02,83 |            |

#### Heat 3
| Placering | Bana | Idrottare         | Nationalitet | Tid     | Noteringar |
| --------- | ---- | ----------------- | ------------ | ------- | ---------- |
| 1         | 5    | Ashley Spencer    | USA          | 55,12   | Q          |
| 2         | 7    | Leah Nugent       | Jamaica      | 55,66   | Q          |
| 2         | 6    | Viktorija Tkatjuk | Ukraina      | 56,14   | Q          |
| 3         | 8    | Denisa Rosolova   | Tjeckien     | 56,36   | q          |
| 4         | 1    | Lea Sprunger      | Schweiz      | 56,58   |            |
| 5         | 3    | Amalie Iuel       | Norge        | 56,75   |            |
| 6         | 4    | Hayat Lambarki    | Marocko      | 1:00,83 |            |
| 7         | 2    | Lilit Harutjunjan | Armenien     | 1:03,13 |            |

#### Heat 4
| Placering | Bana | Idrottare             | Nationalitet        | Tid   | Noteringar |
| --------- | ---- | --------------------- | ------------------- | ----- | ---------- |
| 1         | 5    | Sara Petersen         | Danmark             | 55,20 | Q          |
| 2         | 1    | Wenda Nel             | Sydafrika           | 55,55 | Q          |
| 3         | 4    | Emilia Ankiewicz      | Polen               | 55,89 | Q          |
| 4         | 7    | Yadisleidy Pedroso    | Italien             | 55,91 | q          |
| 5         | 3    | Janeil Bellille       | Trinidad och Tobago | 56,25 | q          |
| 6         | 2    | Katsiaryna Belanovitj | Belarus             | 56,55 |            |
| 7         | 8    | Axelle Dauwens        | Belgien             | 57,68 |            |
| 8         | 6    | Ghofrane Mohammad     | Syrien              | 58,85 |            |

#### Heat 5
| Placering | Bana | Idrottare        | Nationalitet | Tid     | Noteringar |
| --------- | ---- | ---------------- | ------------ | ------- | ---------- |
| 1         | 3    | Dalilah Muhammad | USA          | 55,33   | Q          |
| 2         | 7    | Noelle Montcalm  | Kanada       | 56,07   | Q          |
| 3         | 6    | Hanna Titimets   | Ukraina      | 56,24   | Q          |
| 4         | 1    | Lauren Wells     | Australien   | 56,26   | q          |
| 5         | 2    | Phara Anacharsis | Frankrike    | 56,64   |            |
| 6         | 4    | Vera Barbosa     | Portugal     | 57,28   |            |
| 7         | 5    | Thị Huyền Nguyễn | Vietnam      | 57,87   |            |
| 8         | 8    | Natalja Asanova  | Uzbekistan   | 1:02,37 |            |

#### Heat 6
| Placering | Bana | Idrottare           | Nationalitet   | Tid   | Noteringar |
| --------- | ---- | ------------------- | -------------- | ----- | ---------- |
| 1         | 6    | Eilidh Doyle        | Storbritannien | 55,46 | Q          |
| 2         | 1    | Sage Watson         | Kanada         | 55,93 | Q          |
| 3         | 3    | Olena Kolesnjtjenko | Ukraina        | 56,61 | Q          |
| 4         | 2    | Amaka Ogoegbunam    | Nigeria        | 56,96 |            |
| 5         | 5    | Satomi Kubokura     | Japan          | 57,34 |            |
| 6         | 8    | Marzia Caravelli    | Italien        | 57,77 |            |
| 7         | 7    | Sharolyn Scott      | Costa Rica     | 58,27 |            |
| 8         | 4    | Aleksandra Romanova | Kazakstan      | 59,36 |            |

### Semifinaler

#### Semifinal 1
| Placering | Bana | Idrottare           | Nationalitet | Tid   | Noteringar |
| --------- | ---- | ------------------- | ------------ | ----- | ---------- |
| 1         | 4    | Zuzana Hejnová      | Tjeckien     | 54,55 | Q, SB      |
| 2         | 5    | Ristananna Tracey   | Jamaica      | 54,80 | Q          |
| 3         | 6    | Joanna Linkiewicz   | Polen        | 55,35 |            |
| 4         | 1    | Stina Troest        | Danmark      | 56,00 | SB         |
| 5         | 2    | Sydney McLaughlin   | USA          | 56,22 |            |
| 6         | 3    | Noelle Montcalm     | Kanada       | 56,28 |            |
| 7         | 7    | Ayomide Folorunso   | Italien      | 56,37 |            |
| 8         | 8    | Olena Kolesnjtjenko | Ukraina      | 56,77 |            |

#### Semifinal 2
| Placering | Bana | Idrottare          | Nationalitet   | Tid   | Noteringar |
| --------- | ---- | ------------------ | -------------- | ----- | ---------- |
| 1         | 5    | Ashley Spencer     | USA            | 54,87 | Q          |
| 2         | 4    | Janieve Russel     | Jamaica        | 54,92 | Q          |
| 3         | 3    | Eilidh Doyle       | Storbritannien | 54,99 | q          |
| 4         | 7    | Hanna Titimets     | Ukraina        | 55,27 |            |
| 5         | 1    | Yadisleidy Pedroso | Italien        | 55,78 | SB         |
| 6         | 6    | Wenda Nel          | Sydafrika      | 55,83 |            |
| 7         | 8    | Emilia Ankiewicz   | Polen          | 56,99 |            |
| 8         | 2    | Denisa Rosolová    | Tjeckien       | 57,39 |            |

#### Semifinal 3
| Placering | Bana | Idrottare         | Nationalitet        | Tid   | Noteringar |
| --------- | ---- | ----------------- | ------------------- | ----- | ---------- |
| 1         | 3    | Dalilah Muhammad  | USA                 | 53,89 | Q          |
| 2         | 5    | Sara Petersen     | Danmark             | 54,55 | Q          |
| 3         | 6    | Leah Nugent       | Jamaica             | 54,98 | q, PB      |
| 4         | 4    | Sage Watson       | Kanada              | 55,44 |            |
| 5         | 7    | Grace Claxton     | Puerto Rico         | 55,85 | PB         |
| 6         | 2    | Janeil Bellille   | Trinidad och Tobago | 56,06 | SB         |
| 7         | 1    | Lauren Wells      | Australien          | 56,83 |            |
| 8         | 8    | Viktoriya Tkachuk | Ukraina             | 56,87 |            |

### Final
| Placering | Bana | Idrottare         | Nationalitet   | Tid   | Noteringar |
| --------- | ---- | ----------------- | -------------- | ----- | ---------- |
| 1         | 3    | Dalilah Muhammad  | USA            | 53,13 |            |
| 2         | 4    | Sara Petersen     | Danmark        | 53,55 | NR         |
| 3         | 5    | Ashley Spencer    | USA            | 53,72 | PB         |
| 4         | 6    | Zuzana Hejnová    | Tjeckien       | 53,92 | SB         |
| 5         | 7    | Ristananna Tracey | Jamaica        | 54,15 | PB         |
| 6         | 2    | Leah Nugent       | Jamaica        | 54,45 | PB         |
| 7         | 8    | Janieve Russel    | Jamaica        | 54,56 |            |
| 8         | 1    | Eilidh Doyle      | Storbritannien | 54,61 |            |